# Accessibility Toolkit

Arquitectura de programari simplificat de GTK+. Pango, GDK, ATK, GIO, Cairo i GLib.

En informàtica, Accessibility Toolkit (ATK) es refereix en particular a la ATK de GNOME. ATK és una interfície de programació d'aplicacions (API) per al desenvolupament d'aplicacions lliures / codi obert accessibles per a plataformes lliures i oberts com a Linux o OpenBSD, dirigit pel Projecte GNOME.
Una nomenclatura comuna per explicar el marc de l'accessibilitat és habitual una arquitectura Client-servidor. D'aquesta manera, les Tecnologies de Suport (AT) tal com el lector de pantalla, serien els clients d'aquest marc, i les aplicacions informàtiques seria el servidor. En aquesta arquitectura el client i el servidor necessiten comunicar-se els uns amb els altres, generalment usant la tecnologia IPC de la plataforma. L'ideal seria que el marc d'accessibilitat exposi al client i el servidor de manera transparent.
En general, l'API per a aplicacions de client i del costat del servidor són els mateixos, i el marc de l'accessibilitat proporciona un costat del client i una aplicació de servidor d'aquesta API. En el cas del GNOME, hi ha dos APIs diferents, un per al costat del client (Assistive Technology Service Provider Interface (AT-SPI)) i un altre diferent per al costat del servidor (ATK) a causa de raons històriques relacionades amb les tecnologies subjacents.

## Implementacions
El resum d'ATK són els arxius de capçaleres són de lliure disposició per ajudar els desenvolupadors que volen fer el seu Kit d'eines de ginys accessible. Els desenvolupadors que utilitzen valors de Giny d'eines GUI que implementa les capçaleres de ATK no han de preocupar massa per fer que les seves aplicacions accessibles. No obstant això, en cas de desenvolupar els seus propis widgets, hauran d'assegurar-se que estan exposant tota la informació accessible.
GAIL (GNOME Accessibility Implementation Library) va ser el nom de l'aplicació d'interfícies d'accessibilitat definit per ATK per GTK+, la biblioteca del giny del GNOME. Inicialment, GAIL era un mòdul independent assignada a GTK +, però des del GNOME 3.2, GAIL es va fusionar amb GTK +, de manera que l'aplicació ATK està integrat en GTK + i GAIL està en desús.
A més de GTK +, altres eines GUI i aplicacions han implementat ATK per tal de ser accessibles, com OpenOffice/LibreOffice, Gecko de Mozilla, Clutter i WebKitGTK+.

## Desenvolupament
ATK és part del Marc del GNOME d'Accessibilitat que va ser llançat en 2001. La força principal de desenvolupament darrere de ATK va ser l'Oficina del Programa d'Accessibilitat (APO) de Sun Microsystems, Inc. (ara Oracle) amb contribucions de molts membres de la comunitat. Quan Oracle va adquirir Sun en 2010 es van retallar llocs de treball per a desenvolupadors de desenvolupadors a temps complet que treballen en els components d'accessibilitat del GNOME com el conjunt d'eines d'accessibilitat ATK i el lector de pantalla Orca. Des de llavors, ATK es manté principalment per la comunitat del GNOME.

## Mantenidors
El desenvolupament ATK ha estat dirigit pels seus mantenidors amb l'ajuda de la seva comunitat. Els mantenidors fins al moment són:
Actual:
- Alejandro Piñeiro Iglesias

Previ:
- Bill Haneman
- Leon Fan
- Li Yuan

## Llicències
ATK es distribueix sota la GNU Lesser General Public License (LGPL) versió 2.